# King Kong (film, 1976)
King Kong je americký dobrodružný film režiséra Johna Guillermina z roku 1976. Jde o remake filmu o King Kongovi z roku 1933. Nebyl však stejně úspěšný.

## Děj
Od původní předlohy z roku 1933 se film příliš nelišil.
Na tichomořském ostrově pátrá skupina naftařů po nových ložiscích ropy. Je zde také paleontolog Prescott (hrál jej Jeff Bridges), který na ostrůvku doufá v objev nějakého neznámého živočicha a trosečnice Dwan (roli hraje Jessica Lange). Dwan je unesena domorodci, kteří ji chtějí obětovat obrovité opici Kongovi, žijící za vysokou hradbou. Dívku sice záchranná výprava naftařů z pout osvobodí, ale zároveň Konga uspí a odveze do New Yorku i přes nesouhlas Prescotta. Šéf naftařů chce Konga předvádět jako zpeněžitelnou atrakci. Veleop se však při okázalé show utrhne, chytí Dwan a dá se na útěk velkoměstem. Cestou vše ničí, pak se vyšplhá na mrakodrap, kde jej vojenské vrtulníky zastřelí.

## Pokračování
Režisér Guillermin o 10 let později natočil nepodařené pokračování pod názvem King Kong Lives. Divácky skončilo fiaskem.